# Ramón Magariños
Ramón Magariños Duro (ur. 16 lutego 1948 w A Estrada) – hiszpański lekkoatleta, sprinter.
Zajął 5. miejsce w biegu na 60 metrów na europejskich igrzyskach halowych w 1966 w Dortmundzie. Na kolejnych europejskich igrzyskach halowych w 1967 startował w sztafecie 4 × 2 okrążenia, lecz odpadł w eliminacjach.
Zdobył srebrny medal w sztafecie 4 × 400 metrów na igrzyskach śródziemnomorskich w 1967 w Tunisie.
Zdobył brązowy medal w sztafecie szwedzkiej 1+2+3+4 okrążenia na europejskich igrzyskach halowych w 1968 w Madrycie (sztafeta hiszpańska biegła w składzie: José Luis Sánchez, Magariños, Alfonso Gabernet i José María Morera). Na tych samych igrzyskach Magariños odpadł w eliminacjach biegu na 400 metrów. Odpadł w eliminacjach biegu na 400 metrów na igrzyskach olimpijskich w 1968 w Meksyku i na mistrzostwach Europy w 1969 w Atenach, a także na halowych mistrzostwach Europy w 1970 w Wiedniu i halowych mistrzostwach Europy w 1971 w Sofii.
Był mistrzem Hiszpanii w biegu na 100 metrów w latach 1967–1969, w biegu na 200 metrów w 1968 i 1969 oraz w biegu na 400 metrów w 1966, a w hali mistrzem Hiszpanii w biegu na 400 metrów w latach 1968–1971.
Dwukrotnie poprawiał rekord Hiszpanii w biegu na 200 metrów do czasu 20,8 s (27 maja 1970 w Madrycie), trzykrotnie w biegu na 400 metrów do wyniku 46,7 s przy pomiarze ręcznym (8 czerwca 1968 w Madrycie) i 46,92 s przy pomiarze automatycznym (16 października 1968 w Meksyku), trzykrotnie w sztafecie 4 × 100 metrów do czasu 40,8 s (20 sierpnia 1966 w Brukseli) i trzykrotnie w sztafecie 4 × 400 metrów do wyniku 3:07,2 (31 maja 1970 w Madrycie). Wyrównał także rekord Hiszpanii w biegu na 100 metrów czasem 10,4 s (27 maja 1970 w Madrycie).